# Francesco Maria I della Rovere
Francesco Maria I della Rovere, född 1490, död 1538, var en italiensk monark. Han var regerande hertig av Urbino från 1508 till 1538.